# Луцайн
Луцайн (нем. Luzein: на горноалеманском диалекте [lɐˈtsæˑɪ, lɐˈtsæˑɪn]) — коммуна в Швейцарии, в кантоне Граубюнден, центр региона Преттигау-Давос (до 2015 года — округа Преттигау-Давос).
Официальный код — 3891.

## Герб
Блазонирование: поперечное сечение отмечает два поля золотого и синего цветов. На синем фоне изображена жёлтая стрела; на жёлтом — синее крыло. Герб объединил символы правящих в прошлом домов Матчей и Шпрехер фон Бернеггов.

## История

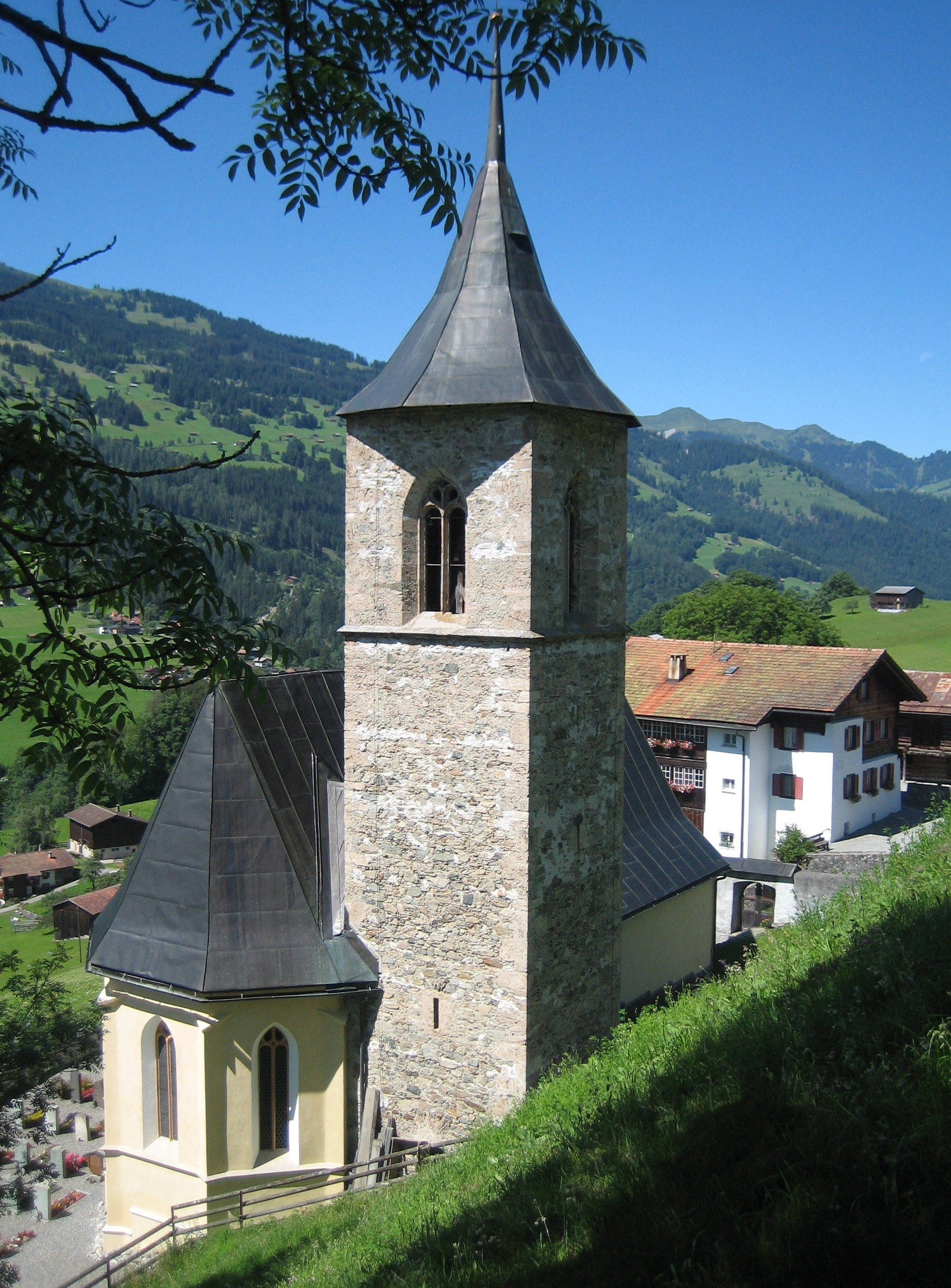
Реформистская церковь конца XV века

В Луцайне обнаружены римские монеты времён императора Константина I (240—306), которые являются древнейшим свидетельством существовавших здесь поселений или путей. В 1101—1200 годах Луцайн называется как Lucen, Licines, Lucins, в 1185 году — Luzene. Значение топонима не ясно.
В XII веке епископство Кур владело в Луцайне землями, которые в XIII веке отошли баронам Вац. В свою очередь бароны подарили эти земли премонстрантской церкви Св. Якова в Клостерс-Зернойс. Под руинами замка Кастельс обнаружены захоронения знатных семей XII—XVII веков.
В XV—XVI веках население романшей было онемечено прибывшими из Давоса вальзерцами.
Во время войны второй коалиции со своей армией через эти земли прошёл австрийский военачальник Иоганн Фридрих фон Готце.
Во время Второй мировой войны здесь были выстроены оборонительная линия в перевале Сант-Антониен, 12 хорошо замаскированных убежищ и бункеров возле замка. На вершину горы Крюз вела канатная дорога.
На 31 декабря 2006 года население составляло 1162 человека.
1 января 2016 года в состав коммуны Луцайн вошла бывшая коммуна Санкт-Антёниен, включавшая также населённый пункт Санкт-Антёниен-Ашарина.
Население на 31 декабря 2019 года — 1591 человек.